# Gonospora arenicolae
Gonospora arenicolae is een soort in de taxonomische indeling van de Myzozoa, een stam van microscopische parasitaire dieren. Het organisme komt uit het geslacht Gonospora en behoort tot de familie Urosporidae. Gonospora arenicolae werd in 1907 ontdekt door Cunningham.